# Меженинов, Алексей Юрьевич
Алексей Юрьевич Меженинов (1905? — 1965?) — советский инженер, конструктор.

## Биография
Окончил ГЭМИКШ (Государственный электромашиностроительный институт им. Каган-Шабшая) (1927).
В 1927—1946 годах работал на Московском трансформаторном заводе (МТЗ), последняя должность — начальник конструкторского бюро.
С августа 1946 по 1965 год работал в СКБ, созданном при МТЗ. Участник атомного проекта.

## Награды
- Сталинская премия 1946 года (в составе коллектива) — за участие в разработке проекта, изготовлении оборудования и пуске синхротрона.
- Орден Трудового Красного Знамени (1946).